# Arrondissement de Landshut
L'arrondissement de Landshut est un arrondissement  (Landkreis en allemand) de Bavière   (Allemagne) situé dans le district (Regierungsbezirk en allemand) de Basse-Bavière. 
Son chef lieu est Landshut.

## Villes, communes & communautés d'administration
(nombre d'habitants en 2006)
| Städte 1. Rottenburg an der Laaber (7 642) 2. Vilsbiburg (11 550) Märkte 1. Altdorf (11 201) 2. Ergolding (11 554) 3. Ergoldsbach (7 495) 4. Essenbach (11 027) 5. Geisenhausen (6 328) 6. Pfeffenhausen (4 817) 7. Velden (6 524) Verwaltungsgemeinschaften 1. Altfraunhofen (Communes Altfraunhofen und Baierbach) 2. Ergoldsbach (Markt Ergoldsbach et commune Bayerbach b.Ergoldsbach) 3. Furth (Communes Furth, Obersüßbach et Weihmichl) 4. Gerzen (Communes Aham, Gerzen, Kröning et Schalkham) 5. Velden (Markt Velden und Gemeinden Neufraunhofen et Wurmsham) 6. Wörth a.d.Isar (Communes Postau, Weng et Wörth a.d.Isar) Pas de Gemeindefreie Gebiete | Gemeinden 1. Adlkofen (3 885) 2. Aham (1 902) 3. Altfraunhofen (2 071) 4. Baierbach (788) 5. Bayerbach bei Ergoldsbach (1 725) 6. Bodenkirchen (5 375) 7. Bruckberg (5 049) 8. Buch am Erlbach (3 447) 9. Eching (3 579) 10. Furth (3 274) 11. Gerzen (1 773) 12. Hohenthann (3 773) 13. Kröning (1 909) 14. Kumhausen (4 827) 15. Neufahrn in Niederbayern (3 869) 16. Neufraunhofen (1 086) 17. Niederaichbach (3 648) 18. Obersüßbach (1 714) 19. Postau (1 635) 20. Schalkham (938) 21. Tiefenbach (3 583) 22. Vilsheim (2 379) 23. Weihmichl (2 496) 24. Weng (1 392) 25. Wörth an der Isar (2 398) 26. Wurmsham (1 337) |